# Walkway to Heaven
Walkway to Heaven – trzeci singel zespołu Acid Drinkers wydany w 1996 roku przez Polton/Warner Music Poland promujący album The State of Mind Report.

## Lista utworów
1. „Walkway to Heaven”
2. „Private Eco”

## Twórcy
- Tomasz „Titus” Pukacki – śpiew, gitara basowa,
- Robert „Litza” Friedrich – gitara
- Dariusz „Popcorn” Popowicz – gitara
- Maciej „Ślimak” Starosta – perkusja, śpiew

- gościnnie Lori Wallett – śpiew (10)
- gościnnie Steve Wallett – chórki (10)
- gościnnie The Stawski Orchestra (10)
- gościnnie Michał Kulenty – flet (10)
- gościnnie Marcin Pospieszalski – bas i aranżacja smyczków (10)